# Olympische Sommerspiele 1972/Teilnehmer (Kenia)
| Gelbes Symbol für Goldmedaillen mit stilisierten Olympischen Ringen | Graues Symbol für Silbermedaillen mit stilisierten Olympischen Ringen | Braundes Symbol für Bronzemedaillen mit stilisierten Olympischen Ringen |
| ------------------------------------------------------------------- | --------------------------------------------------------------------- | ----------------------------------------------------------------------- |
| 2                                                                   | 3                                                                     | 4                                                                       |

Kenia nahm an den Olympischen Sommerspielen 1972 in München mit einer Delegation von 57 Athleten (55 Männer und zwei Frauen) an 29 Wettkämpfen in vier Sportarten teil. Fahnenträger bei der Eröffnungsfeier war der Läufer Kipchoge Keino.

## Teilnehmer nach Sportarten

### Boxen
Männer
- Felix Maina
Fliegengewicht: 2. Runde

- John Nderu
Bantamgewicht: Viertelfinale

- Philip Waruinge
Federgewicht: Silber

- Samuel Mbugua
Leichtgewicht: Bronze

- Dick Murunga
Weltergewicht: Bronze

- David Attan
Halbmittelgewicht: 2. Runde

- Peter Dula
Mittelgewicht: 2. Runde

- Stephen Thega
Halbschwergewicht: 1. Runde

### Hockey
Männer
- 13. Platz

- Kader
Silvester Ashioya
Philip D’Souza
Leo Fernandes
Mohamed Ajmal Malik
Renny Pereira
Resham Singh Baines
Tarlochan Singh Chana
Brajinder Singh Daved
Davinder Singh Deegan
Jagjeet Singh Kular
Amarjeet Singh Marwa
Harvinder Singh Marwa
Surjeet Singh Panesar
Surjeet Singh Rihal
Jagmel Singh Rooprai
Ranjit Singh Sehmi
Harvinder Pal Singh Sibia
Avtar Singh Sohal

### Leichtathletik
| Männer - Dan Amuke 100 Meter: Vorläufe 200 Meter: Vorläufe - John Mwebi 100 Meter: Vorläufe - Julius Sang 400 Meter: Bronze 4 × 400 Meter: Gold - Charles Asati 400 Meter: 4. Platz 4 × 400 Meter: Gold - Munyoro Nyamau 400 Meter: Viertelfinale 4 × 400 Meter: Gold - Mike Boit 800 Meter: Bronze 1500 Meter: 4. Platz - Robert Ouko 800 Meter: 5. Platz 4 × 400 Meter: Gold - Thomas Saisi 800 Meter: Vorläufe - Kip Keino 1500 Meter: Silber 3000 Meter Hindernis: Gold - Cosmas Silei 1500 Meter: Vorläufe - Ben Jipcho 5000 Meter: Vorläufe 3000 Meter Hindernis: Silber - Evans Mogaka 5000 Meter: Vorläufe - Paul Mose 5000 Meter: Vorläufe 10.000 Meter: 13. Platz - Richard Juma 10.000 Meter: Vorläufe Marathon: DNF - Naftali Temu 10.000 Meter: Vorläufe - Fatwell Kimaiyo 400 Meter Hürden: Vorläufe - William Koskei 400 Meter Hürden: Vorläufe - Mike Murei 400 Meter Hürden: Vorläufe - Amos Biwott 3000 Meter Hindernis: 6. Platz - Patrick Onyango Dreisprung: 30. Platz in der Qualifikation | Frauen - Tekla Chemabwai 400 Meter: Viertelfinale - Chereno Maiyo 800 Meter: Vorläufe 1500 Meter: Vorläufe |

### Schießen
- Leonard Bull
Schnellfeuerpistole: 55. Platz

- Peter Laurence
Schnellfeuerpistole: 58. Platz

- John Harun
Freie Pistole: 54. Platz

- Abdul Rahman Omar
Freie Pistole: 58. Platz

- Dismus Onyiego
Kleinkaliber, Dreistellungskampf: 60. Platz
Kleinkaliber, liegend: 56. Platz

- John Muhato
Kleinkaliber, Dreistellungskampf: 64. Platz

- Simon Ekeno
Kleinkaliber, liegend: 79. Platz

- Michael Carr-Hartley
Trap: 39. Platz

- Brian Carr-Hartley
Trap: 51. Platz